# Њ
La ñe o nje (Њ, њ) es una ligadura de Н y Ь (N más el signo de palatalización) usada como letra en el serbio y el macedonio para representar al palatal nasal [ɲ], el mismo sonido que es representado en el español por Ñ. Fue inventada por Vuk Stefanović Karadžić como una ligadura de las letras Н y Ь que la introdujo en su diccionario de 1818, sustituyendo el dígrafo ⟨нь⟩. En el alfabeto latino de Gaj para escribir el serbio y croata es representada por el dígrafo ⟨nj⟩.
También es usado en el alfabeto macedonio y en el del idioma itelmen y udege.

## Letras relacionadas o equivalentes
- Н н : Letra cirílica En
- Ь ь : Letra cirílica Signo suave
- Ñ ñ : Letra latina Eñe
- Ń ń : Letra latina N con agudo
- Ň ň : Letra latina N con caron
- Љ љ : Letra cirílica Lje